# Hlohovský zámek
Hlohovský zámek je nejvýznamnější historickou památkou města Hlohovec. Nachází se jižně od Hlohovce, na okraji rozsáhlého stromového parku s francouzskými terasami.

## Dějiny hradu

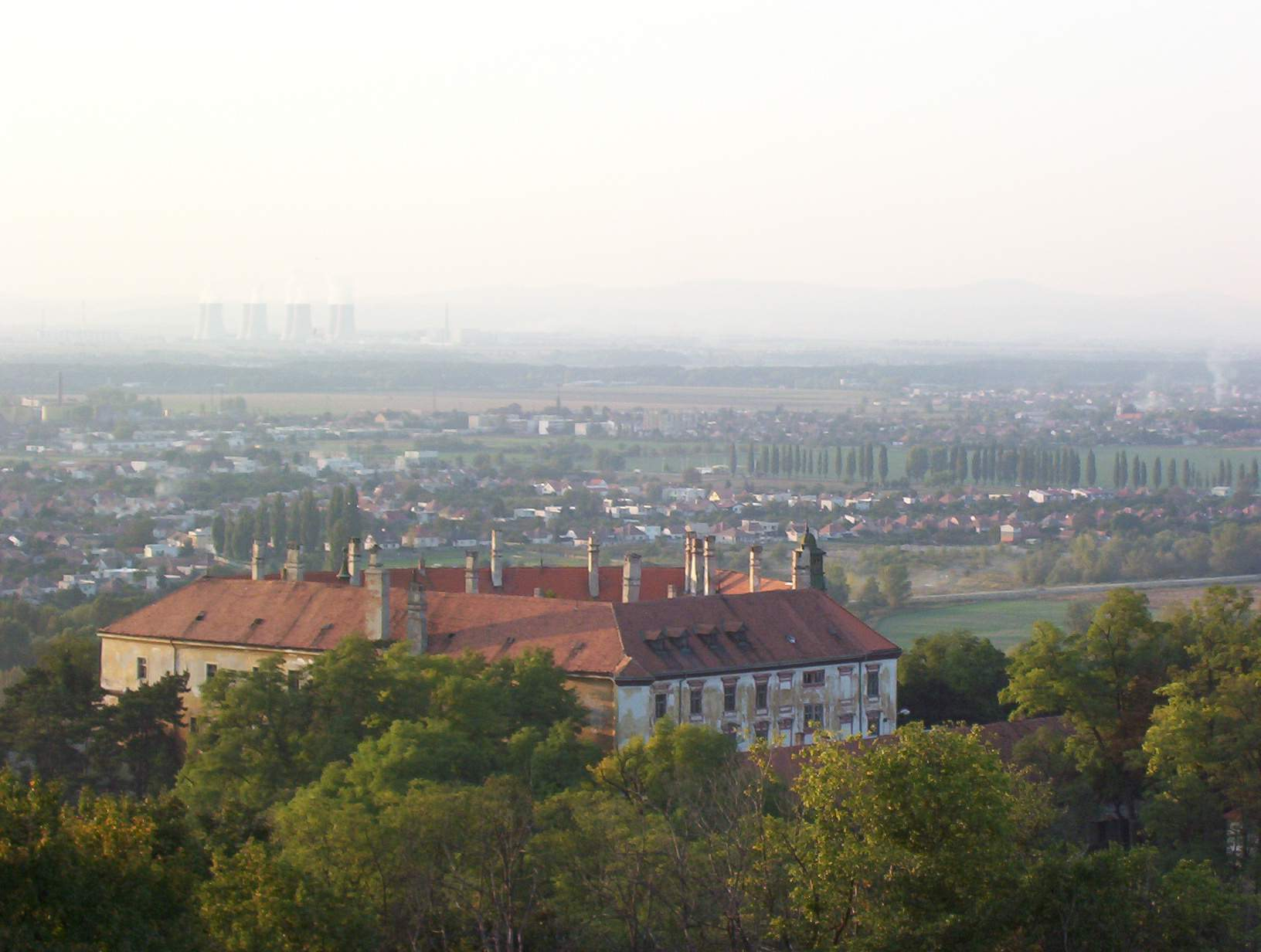
Hlohovský zámek, pohled z jihovýchodu

Původní středověký hrad byl postaven v 11. století a poprvé se připomíná v tzv. Zoborské listině. V roce 1275 král Ladislav IV. daroval hrad prvnímu feudálnímu vlastníkovi z rodu Abovců. Od té doby, s malými přestávkami, patřil i s okolními pozemky až do roku 1945 mocným feudálním rodům. Na Hlohovském hradě sídlili rody Ujlakiů, Turzů, Forgáčů a Erdődyů. Právě Erdődyové hrad přestavěli na pohodlné panské sídlo a obývali ho až do roku 1945, kdy se do města dostala sovětská vojska. Tehdy byla na zámku zřízena nemocnice pro sovětské vojáky. Po jejich odchodu sídlila v prostorách zámku určitý čas posádka československé armády. Od roku 1951 byli na Hlohovského zámku obývací prostory a učebny výchovného ústavu pro mládež.
V posledních letech na zámku nesídlí nikdo a patří městu Hlohovec. Plán Aristokratického sdružení Slovenska (AZS), koupit zámek a zrestaurovat ho, nevyšel. Dnes chce město chátrající objekt zachránit pod vlastní taktovkou. V říjnu poslanci jednohlasně schválili i pětiprocentní účast města na tomto záměru, což je více než 124 tisíc EUR. Požadovaná částka nezahrnuje opravy celého zámku. Momentálně se počítá s rekonstrukcí asi třetiny interiéru a opravou krovu. Obnovit by se měla i střecha s komíny. V budoucnu by měla památka sloužit veřejnosti. Jedním ze záměrů je například zřízení muzea středověké justice. Do zámku by se měly vrátit i vzácné historické předměty z depozitářů Vlastivědného muzea v Hlohovci a hradu Červený Kameň.